# Lista primarilor din Satu Mare
Urmatoarea este o listă a persoanelor ce au îndeplinit funcția de primar al orașului Satu Mare.
- 2000-2003 Horea Anderco
- 2004-2012 Ilyés Iuliu
- 2012-2016 Dorel Coica
- 2016- Kereskényi Gábor